# Liste der Mitglieder des Ersten Vereinigten Landtages der Provinz Schlesien
Diese Liste nennt die Mitglieder des Ersten Vereinigten Landtages aus der Provinz Schlesien 1847.

## Hintergrund
Formal war der Vereinigte Landtag ein gemeinsames Zusammenkommen der Provinziallandtage Preußens. Entsprechend setzte sich die Gruppe der Abgeordneten aus der Provinz Schlesien so zusammen, wie der Provinziallandtag der Provinz Schlesien.

## Liste der Abgeordneten
| Kurie                                 | Wahlbezirk                                                            | Abgeordneter                                              | Anmerkung |
| ------------------------------------- | --------------------------------------------------------------------- | --------------------------------------------------------- | --- |
| Stand der Prälaten, Grafen und Herren | Wilhelm Herzog von Braunschweig-Oels als Fürst zu Oels                | von Keltsch                                               | Kammerdirektor, Oels |
| Stand der Prälaten, Grafen und Herren | Alois II. Fürst von Liechtenstein als Fürst zu Troppau und Jägersdorf | von Zieten                                                | Geheimer Regierungsrat, Breslau |
| Stand der Prälaten, Grafen und Herren | Herzogin Pauline von Sagan                                            | von Breslau Graf von Schaffgotsch                         | Kammerherr und Schlosshauptmann, Maiwaldau |
| Stand der Prälaten, Grafen und Herren | Fürst von Hatzfeld                                                    | Graf Alexander von Sierstorpff                            | auf Guhlau |
| Stand der Prälaten, Grafen und Herren |                                                                       | Fürst Heinrich zu Carolath-Beuthen                        | Carolath |
| Stand der Prälaten, Grafen und Herren |                                                                       | Victor I. Herzog von Ratibor                              | Herzog von Ratibor, Prinz zu Hohenlohe-Waldenburg-Schillingsfürst, Fürst zu Corvey, Corvey |
| Stand der Prälaten, Grafen und Herren | Herzog Heinrich von Anhalt-Köthen                                     | von Hochberg                                              | Mottrau |
| Stand der Prälaten, Grafen und Herren |                                                                       | Graf Carl Lazarus Henckel von Donnersmarck                | Ober-Beuthen |
| Stand der Prälaten, Grafen und Herren |                                                                       | Calixt Biron von Curland                                  | Polnisch Wartenberg |
| Stand der Prälaten, Grafen und Herren |                                                                       | Graf August von Maltzan                                   | Militsch |
| Stand der Prälaten, Grafen und Herren |                                                                       | Graf Eduard von Reichenbach                               | Aus Goschütz. Eduard von Reichenbach war aufgrund seiner politischen Positionen durch Friedrich Wilhelm IV. nicht zum Vereinigten Landtag zugelassen worden. Ein Antrag, der Vereinigte Landtag möge den König bitten, Eduard von Reichenbach nachträglich einzuladen (oder seinen Stellvertreter, den Landrat Hoffmann), fand keine Mehrheit unter den Mitgliedern des Ersten Vereinigten Landtags. |
| Stand der Prälaten, Grafen und Herren |                                                                       | Herzog Eugen von Würtemberg                               | Carlsruhe in Schlesien |
| Stand der Prälaten, Grafen und Herren |                                                                       | Adolf zu Hohenlohe-Ingelfingen                            | Koschentin |
| Stand der Prälaten, Grafen und Herren |                                                                       | Graf Ferdinand von Stolberg-Wernigerode                   | Peterswaldau |
| Stand der Prälaten, Grafen und Herren |                                                                       | Prinz Friedrich der Niederlande                           | Haag (Muskau) |
| Stand der Prälaten, Grafen und Herren |                                                                       | Graf Leopold von Schaffgotsch                             | Kynast bei Warmbrunn |
| Stand der Prälaten, Grafen und Herren |                                                                       | Fürst Felix von Lichnowsky                                | Schloss Krzyzanowitz bei Ratibor |
| Stand der Prälaten, Grafen und Herren |                                                                       | Graf Erdmann Karl Gottlob von Sandretzky und Sandraschütz | Langenbielau |
| Stand der Prälaten, Grafen und Herren |                                                                       | Graf Eduard von Oppersdorff                               | Ober-Glogau |
| Stand der Prälaten, Grafen und Herren |                                                                       | Graf Michael Joseph von Althan                            | Mittelwalde |
| Stand der Prälaten, Grafen und Herren |                                                                       | Graf Hans David Ludwig Yorck von Wartenburg               | Klein-Oels |
| Stand der Prälaten, Grafen und Herren |                                                                       | Graf Conrad von Dyhrn                                     | Resewitz |
| Stand der Prälaten, Grafen und Herren |                                                                       | Graf Friedrich Hermann Nicolaus von Burghaus              | Laasan |
| Stand der Prälaten, Grafen und Herren |                                                                       | Graf von Hochberg                                         | Fürstenstein |
| Ritterschaft                          |                                                                       | Prinz Adolf zu Hohenlohe                                  | Koschenthin |
| Ritterschaft                          |                                                                       | Freiherr Karl von Czettritz                               | Landrat, auf Kolbnitz |
| Ritterschaft                          |                                                                       | Baron Karl von Diebitsch                                  | Landesältester, auf Groß-Wiersewitz |
| Ritterschaft                          |                                                                       | Baron Emil von Durant                                     | Landrat, auf Baranowitz |
| Ritterschaft                          |                                                                       | Graf Friedrich von Frankenberg                            | Landrat, auf Warthau |
| Ritterschaft                          |                                                                       | von Merkel                                                | Vertreter für Graf von Frankenberg |
| Ritterschaft                          |                                                                       | Baron Hermann von Gaffron                                 | Königlicher Kreditinstitutsdirektor, auf Kunern |
| Ritterschaft                          |                                                                       | Erdmann von Gilgenheimb                                   | Königlicher Kammerherr und Landschaftsdirektor, auf Franzdorf |
| Ritterschaft                          |                                                                       | von Manbeuge                                              | Vertreter für von Gilgenheimb |
| Ritterschaft                          |                                                                       | Ernst von Haugwitz                                        | Kreisdeputierter, auf Mengelsdorf |
| Ritterschaft                          |                                                                       | Graf Johann Adrian Joseph von Hoverden                    | Königlicher Kammerherr, auf Herzogswaldau |
| Ritterschaft                          |                                                                       | Gustav von Kessel                                         | Kreisdeputierter und Landesältester, auf Zeisdorf |
| Ritterschaft                          |                                                                       | Anton von L’Estocq                                        | Königlicher Oberstleutnant, auf Ober-Girges |
| Ritterschaft                          |                                                                       | Graf Albrecht Eduard von Loeben                           | Landesältester, auf Nieder-Rudelsdorf |
| Ritterschaft                          |                                                                       | Paul Matthis                                              | Kreisdeputierter auf Druse |
| Ritterschaft                          |                                                                       | Carl von Mutius                                           | Rittmeister und Landesältester, auf Börnchen |
| Ritterschaft                          |                                                                       | Gustav Robert Neumann                                     | Rittergutsbesitzer, auf Sprottischdorf |
| Ritterschaft                          |                                                                       | Friedrich Leopold von Ohnesorge                           | Landrat und Landschaftsdirektor, auf Bremenhain |
| Ritterschaft                          |                                                                       | von Prittwitz                                             | Landrat, auf Schmoltschütz |
| Ritterschaft                          |                                                                       | Graf Pückler von Groeditz                                 | Generallandschaftsrepräsentant, auf Rogau |
| Ritterschaft                          |                                                                       | Otto Karl Georg von Raven                                 | Rittergutsbesitzer, auf Postelwitz |
| Ritterschaft                          |                                                                       | Graf Andreas von Renard                                   | Königlicher wirklicher geheimer Rat, auf Groß-Strehlitz |
| Ritterschaft                          |                                                                       | Fürst Heinrich LXXIV. Reuß zu Köstritz                    | Rittergutsbesitzer, auf Jaenkendorf |
| Ritterschaft                          |                                                                       | Baron von Rothkirch-Trach                                 | Oberlandesgerichtsrat auf Bärsdorf |
| Ritterschaft                          |                                                                       | Graf Gustav von Saurma-Jeltsch                            | Rittergutsbesitzer, auf Jeltsch |
| Ritterschaft                          |                                                                       | Ernst von Seherr-Thoß                                     | Landrat a. D. und Landesältester, auf Cujau |
| Ritterschaft                          |                                                                       | von Stegmann                                              | Major a. D. und Rittergutsbesitzer, auf Stachau |
| Ritterschaft                          |                                                                       | Karl Wilhelm Aemilius Steinbeck                           | Geheimer Oberbergrat, auf Muhrau |
| Ritterschaft                          |                                                                       | Graf von Stosch                                           | Landschaftsdirektor, auf Manze |
| Ritterschaft                          |                                                                       | von Scheliha                                              | Vertreter für Graf von Stosch |
| Ritterschaft                          |                                                                       | Graf Hans von Strachwitz                                  | Landrat und Landschaftsdirektor, auf Peterwitz |
| Ritterschaft                          |                                                                       | Graf von Strachwitz                                       | Landrat, auf Kaminietz |
| Ritterschaft                          |                                                                       | Graf von Strachwitz                                       | Rittergutsbesitzer, Proschlitz |
| Ritterschaft                          |                                                                       | Baron von Tschammer                                       | Landesältester, auf Dromsdorf |
| Ritterschaft                          |                                                                       | Rudolf von Uechtritz                                      | Landrat, auf Nieder-Heidersdorf |
| Ritterschaft                          |                                                                       | Baron Karl von Wechmar                                    | Landrat, auf Zedlitz |
| Ritterschaft                          |                                                                       | von Wrochem                                               | Premier-Leutnant a. D. und Landesältester, auf Brzesnitz |
| Ritterschaft                          |                                                                       | von Wille                                                 | Landesältester, auf Hochkirch |
| Ritterschaft                          |                                                                       | Freiherr Wilhelm von Zedlitz-Neukirch                     | Königlicher Oberstleutnant und Landschaftsdirektor, auf Tiefhartmannsdorf |
| Städte                                |                                                                       | Bauch                                                     | Bürgermeister, Herrenstadt |
| Städte                                |                                                                       | Bornemann                                                 | Medizinal-Assessor und Ratsherr, Liegnitz |
| Städte                                |                                                                       | Gustav Dittrich                                           | Bürgermeister, Reinerz |
| Städte                                |                                                                       | Döring                                                    | Kaufmann, Oels |
| Städte                                |                                                                       | Engau                                                     | Bürgermeister, Wittichenau |
| Städte                                |                                                                       | Samuel Ferdinand Facilides                                | Bürgermeister, Neusalz |
| Städte                                |                                                                       | Fiebig                                                    | Bürgermeister, Canth |
| Städte                                |                                                                       | Fritze                                                    | Apotheker, Rybnick |
| Städte                                |                                                                       | Germershausen                                             | Kaufmann, Glogau |
| Städte                                |                                                                       | Hayn                                                      | Kaufmann, Waldenburg |
| Städte                                |                                                                       | Hirsch                                                    | Bürgermeister und Justitiar, Landsberg |
| Städte                                |                                                                       | Karker                                                    | Kaufmann, Neisse |
| Städte                                |                                                                       | Leopold Krüger                                            | Bürgermeister, Grünberg |
| Städte                                |                                                                       | Lehmann                                                   | Apotheker, Creutzburg |
| Städte                                |                                                                       | Karl August Milde                                         | Kaufmann, Breslau |
| Städte                                |                                                                       | Moschner                                                  | Kaufmann, Glatz |
| Städte                                |                                                                       | Neitsch                                                   | Stadtsyndikus, Lauban |
| Städte                                |                                                                       | Prüfer                                                    | Ratsherr, Görlitz |
| Städte                                |                                                                       | Richter                                                   | Particulier, Jauer |
| Städte                                |                                                                       | Richter                                                   | Kaufmann und Kämmerer, Oppeln |
| Städte                                |                                                                       | Sattig                                                    | Landessyndikus, Görlitz |
| Städte                                |                                                                       | Schneider                                                 | Kaufmann, Bunzlau |
| Städte                                |                                                                       | Scholz                                                    | Kämmerer, Hainau |
| Städte                                |                                                                       | Siebig                                                    | Holzhändler, Breslau |
| Städte                                |                                                                       | Heinrich Sommerbrodt                                      | Apotheker, Schweidnitz |
| Städte                                |                                                                       | Johann Gottfried Tschocke                                 | Maurermeister, Breslau |
| Städte                                |                                                                       | Conrad Ungerer                                            | Porzellanfabrikant, Hirschberg |
| Städte                                |                                                                       | Werner                                                    | Apotheker, Brieg |
| Städte                                |                                                                       | Wiggert                                                   | Kaufmann, Greifenberg |
| Städte                                |                                                                       | Wodizka                                                   | Justizrat, Bauerwitz |
| Landgemeinden                         |                                                                       | Anton Leopold Allnoch                                     | Erbscholteibesitzer, Beigwitz |
| Landgemeinden                         |                                                                       | Berndt                                                    | Erb- und Gerichtsscholz, Gallenau |
| Landgemeinden                         |                                                                       | Bleyer                                                    | Erbscholteibesitzer, Domslau |
| Landgemeinden                         |                                                                       | Cochlovius                                                | Erbscholteibesitzer, Kotschanowitz |
| Landgemeinden                         |                                                                       | Daniel Freitag                                            | Erb- und Gerichtsscholz, Schönwald |
| Landgemeinden                         |                                                                       | Karl Göllner                                              | Erbscholteibesitzer, Seifrodau |
| Landgemeinden                         |                                                                       | Hein                                                      | Erbscholteibesitzer, Koernitz |
| Landgemeinden                         |                                                                       | Krause                                                    | Gerichtsscholz, Wachsdorf |
| Landgemeinden                         |                                                                       | Meyer                                                     | Erbscholz, Klein-Helmsdorf |
| Landgemeinden                         |                                                                       | Karl Gottlieb Leberecht Protze                            | Erblehnrichter, Seifersdorf |
| Landgemeinden                         |                                                                       | Röhricht                                                  | Gerichtsscholz, Leisersdorf |
| Landgemeinden                         |                                                                       | Schäfer                                                   | Kreisrichter, Markersdorf |
| Landgemeinden                         |                                                                       | Scupin                                                    | Freigutsbesitzer, Groß-Ellguth |
| Landgemeinden                         |                                                                       | Johann Samuel Thomas                                      | Erb- und Gerichtsscholz, Groß-Laeswitz |
| Landgemeinden                         |                                                                       | Walliczek                                                 | Erbscholteibesitzer, Kastenthal |
| Landgemeinden                         |                                                                       | Winkler                                                   | Erbscholteibesitzer, Domnitz |